# Dwaparajuga
Dwaparajuga (dewanagari द्वापरयुग, ang. Dvapara Yuga) – w kosmologii hinduistycznej trzecia część mahajugi trwająca 864 tys. lat. Dwaparajugę poprzedzają satja- i tretajuga, a po niej następuje kalijuga. Dwaparajuga jest określana jako wiek brązowy.
Ludzie żyjący w tym okresie żyli tysiąc lat. W stosunku do satja- i dwaparajugi, pogorszyła się jakość takich cech ludzkich jak pamięć, zdrowie czy prawdomówność, ale pogorszyły się też np. warunki klimatyczne. W tym wieku następuje dalszy upadek moralności i religii, wzrasta przestępczość.
Według wisznuitów w każdej z jug pojawia się określona forma Wisznu i tak, dla dwapara jugi jest to awatara w kolorze czarnym. W obecnie trwającej mahajudze był to Kryszna – pastuszek z Vrindavanu, ukochany gopi (pasterek), a późniejszym okresie życia władca Mathury i doradca Pandawów.
Polecaną formą samorealizacji w tym okresie było wielbienie Boga w formie bóstwa (arćana).